# ハンザスカイ
『ハンザスカイ』は、佐渡川準による日本の漫画作品。『週刊少年チャンピオン』（秋田書店）にて2010年7号から2012年26号まで連載された。

## 概要
キャッチコピーは『高校空手道部血風録』。佐渡川にとっては実質3度目の連載で、作者の空手経験が生かされている。一般的な空手マンガと違い、あまり常軌を逸した技は出てこず、文字通り空手の「道」を描いた作品となっている。公式戦での組手はポイント制、防具付で、ルールは全日本空手道連盟のものに基づいていると思われる。

## あらすじ
元不良の半座龍之介は、高校入学を機に普通の生活を送り、普通の恋をしようと思っていたのだが、不良の上級生に絡まれたため、すぐに過去がばれてしまい、クラスで孤立してしまう。そんなある日、半座は藤木穂波に出会うが、彼女を「クソ女」と呼んだせいでぶっとばされてしまう。しかし半座はその強さに一目ぼれし、彼女の所属している空手道部へ入ることを決意する。
練習試合や、インターハイ予選で好敵手たちと戦っていくうちに、独りでなくなった半座は仲間とともに、成長していく。

## 登場人物

### 千葉県立御門高等学校

#### 空手道部
半座 龍之介（はんざ りゅうのすけ）
本作の主人公。1年生。初心者のため白帯。中学時代は「血龍」（ブラッディドラゴン）と呼ばれたほどの喧嘩屋だった。それゆえあまり礼儀正しいとはいえないが、根が真面目で、非常に根性があり、技の飲み込みも早い。元不良とは思えない程素直な性格だが、その経歴から敬遠されることが多い。藤木や青柳、伊奈など、強い（強そうな）人物を見ると興奮する。持ち前の熱心さとセンス、そして発想の柔軟さで試合の最中にもメキメキと上達し、周囲を驚かせている。
藤木と出会い、空手道部へ入ろうとするものの、元不良ということもありなかなか入部することさえできず、番場の助力で入部した後も、不良嫌いの藤木からのしごきは続いたがそれを乗り切り、ついに藤木に認められ、空手道部の正式な一員となる。最初に覚えた空手の技は、藤木のしごきで身につけた中段逆突き。入学当初は恋をしたいがために自らの名が知れていない高校を選んだり、強くなって藤木に好かれたいがために空手道部に入部するなど軟派な印象だったが、今では空手一筋の熱血小僧であり、その姿に藤木やもなかも惹かれつつあるようである。
藤木 穂波（ふじき ほなみ）
本作のヒロイン。2年生。曲がったことは許さない一本気な性格。しかしその実力は確かで、半座をはるかに超える強さを持つ。
最初は半座を不良だからという理由で毛嫌いし、部から追い出すためコーチという名目でしごいていた。しかし、半座との組手の中で、半座の空手への純粋な心に気づき、空手道部の一員として認める。その後は先輩として、半座の精神的な支えとなっている。自覚はないようだが、もなかから甲斐甲斐しく治療される半座を見てもどかしく思う描写があり、無意識ながらも半座に好意を寄せているようである。
青柳 栄治（あおやぎ えいじ）
空手道部主将。3年生。身長188センチメートル、体重75キログラムという長身な体躯から「巨塔」（バベル）の異名を持っており、長い足を活かした多彩な足技を得意とする。その強さは伊奈にも認められている実力者である。普段は眼鏡をかけて飄々としており、自分以外の試合には味方、相手問わず選手に対して常に冷静かつ的確な洞察力を見せるが、自分の試合になると不敵にふてぶてしい笑みを浮かべる血気盛んな性格である。練習とはいえ半座に一撃くらった直後にはしっかり数倍にして叩きのめすほどの大人気ないところもある。捉えどころのない口調ではあるが、仲間思いでもあり、かつて後輩の藤木を守るために乱闘騒ぎを起こし、空手道部を休部させてしまったことがある。勿論部内での人望も篤い。
野田 ケン太（のだ ケンた）
半座のクラスメイトにして空手道部員。1年生。身長174センチメートル、体重64キログラム。半座に空手道部に入るよう勧めたり(当初は半座が不良と知らなかった)、藤木のしごきに気をもんだりと、面倒見がよくお人よしな性格。藤木とは道場で知り合った。半座が不良であったことを知った当初は彼を恐れていたが、共にインターハイ出場選手に選ばれた頃からお互いに競い合うように練習に励むようになる。自分に自信を持てない現状を変えたいと思ってはいるものの、本番に弱く、直前の緊張を試合に引きずり易い性分で、決まって良い所を見せられずにいる。ただインターハイ予選三回戦にて、スロースターターであることが判明し（顧問の菅野は見抜いていた）、圧倒的な運動量と秘められたポテンシャルを発揮して大健闘した。
番場 誠十郎（ばんば せいじゅうろう）
空手道部の先輩。2年生。身長171センチメートル、体重72キログラム。高校生離れした無骨な顔と性格をしている。空手道部の中で最初に半座を気にかけた人物であり、半座の一番の理解者でもある。男気があり真面目な人柄で、半座に空手道の理念を教えた。体格的には恵まれていないが、接近戦の強さと一瞬で相手の懐に飛び込む機動力でそれを補うインファイター。団体戦では主に中堅を務める。詩乃という顔がそっくりな妹がいる。半座からは「バン」と呼ばれている。
財前 隼人（ざいぜん はやと）
空手道部の先輩。2年生。身長177センチメートル、体重68キログラム。謎掛けが好きでよく部員に持ちかけているが、それ以外に会話したことがないほど無口。しかし、内面には超がつくほどの負けん気を秘めている。優れた反射神経と危機察知能力を持つ眼を武器とし、相手の一手先を読み取り切って落とす待ち拳（カウンター）のスペシャリスト。団体戦では主に副将を務める。
大谷 瑞希（おおたに みずき）
空手道部の先輩。2年生。スポーツ刈りの女性で、さっぱりとした好人物。1年生の時に、同じクラスだった藤木に誘われて入部した。空手道部の女性部員は藤木と彼女の2人のみが描かれている。
菅野 真緒（かんの まお）
空手道部の顧問。産休を取っていたため、物語開始当初は部にはいなかった。初登場は第25話。空手の形の大切さを半座に教える。一見するとおしとやかな美人だが、ただでは転ばない性格である。部内での指導は厳しいことで知られ、その稽古の苛酷さは青柳を始めとした部員から恐れられている。旧姓・白鳥。
佐倉 もなか（さくら もなか）
半座のクラスメイトの女生徒。1年生。半座が手にケガをしているのに気付き、絆創膏を差し出す。半座が不良だと分かった後は他のクラスメイトと同じく距離を置いていたが、13話では半座の空手道着を縫ってくれた。半座に興味を抱くようになっていき、不良に襲われていたところを助けられた事件をきっかけに、空手道部のマネージャーになる。インターハイでの部のみんなの活躍に触発され、自身も空手を習いたいと思うようになり、物語終盤では皆と同じく道着を着用し、半座に空手を教わるようなった。白帯。
南 昭則（みなみ あきのり）
空手部員の1年生。半座や野田と共に日々研鑽を積む。インターハイ決勝戦にて負傷者の代理選手を務める。
冨田（とみた）
南と同じ空手部員の1年生。インターハイでは試合中、初心者の佐倉に解説をする。
高津（たかつ）
南、冨田と同じ空手部員の1年生。

#### その他の生徒
横川（よこかわ）
不良。2年生。舎弟が半座にやられたようで、半座を呼び出すが、素顔を表した半座になすすべもなく敗れる。
関根（せきね）
横川の友人。横川の報復として半座を呼び出すも、返り討ちにされる。

### 私立蓮城高等学校
峰岸 勝朗（みねぎし かつろう）
1年生。自称「期待の超新星」。青柳同様足技を得意とするものの、蹴りの姿勢のまま体重移動を同時にこなすなど、青柳とは別の手強さがある。性急な行動が多く、また正義感が強いため、半座を格好から不良だと思い、敵愾心を持っていた。しかし、半座との試合の中で自分の欠点にも気づき、試合後は半座と良き好敵手となる。
特撮ヒーローに憧れていたせいか、自らも変身したいとの夢を抱き、試合中にも変身ポーズのような動きをとる。
伊奈 光（いな ひかる）
蓮城高校空手道部主将。3年生。青柳とはライバル関係にある。オールバックから一本のみ枝垂れ落ちた髪型が特徴。非礼な峰岸を叱ったり、峰岸が苦戦しているときに的確な助言を与えたりと、非常に冷静な性格。「毒」と称される対戦相手の戦法を崩す独自の体裁きを使うことから、「殺人蜂」（キラービー）の異名を持つ。作者の次作「あまねあたためる」に少しだけ登場。
細野 純哉（ほその じゅんや）
蓮城高校空手道部3年生。2年生の時から伊奈と共に蓮城のインターハイメンバーに選ばれ、団体戦では副将を務める。顎鬚を生やしたワイルドな風貌が特徴。気合いの塊の様な性格の持ち主で、瞬発力と爆発力を併せた特攻で相手の戦略を捻じ伏せる超攻撃型スタイルの持ち主。反面単発な攻撃は反撃を喰らいやすく斑も大きいが、敗戦を糧にする勤勉さも持つ。伊奈同様、作者の次作「あまねあたためる」に少しだけ登場。
坂田 康紀（さかた こうき）
蓮城高校空手道部2年生。団体戦では中堅を務める。長いリーチと相手のリズムを読む能力に秀でており、対戦相手の出足を射抜くことで圧力をかける待ち拳使い。実家は農園を営んでいる。
佐藤 要（さとう かなめ）
蓮城高校空手道部2年生。団体戦では次鋒を務める。丸い平らな鼻と坊主頭が特徴。インターハイで失点せず圧勝する実力の持ち主。学問でも学年3位と優れた成績を持つ。得意分野は世界史。
清水（しみず）
蓮城空手道部の監督。半座は最初、単なる見物人の「おっさん」と思い込んでいた。柔らかい物腰で、対戦校の生徒である半座にも親切なアドバイスを与える。

### 要陵学園
吹越 竜之助（ふきこし りゅうのすけ）
要陵学園3年生。昨年の個人組手王者。天才肌の選手。どんな攻撃も彼の前には虚しく崩れ去ることから付いた名称は「虚竜」。実力に差がありすぎることもあって、他の部員とはあまり打ち解けていない。半座が過去に捨てた「一人の方が強くなれる」を信条としている。
能登 良雅（のと りょうが）
要陵学園2年生。財前とはかつて同門だった。細野に対し、全て同じ技で逆転している程の実力者。細野戦では長いリーチと深い懐を活かした堅実なスタイルだったが、本来は攻撃を躱しながら裏拳を放ったり相手の身体を利用して跳び蹴りを繰り出すなど、持ち前の身体能力と空手センスを存分に発揮した非常にトリッキーなファイトスタイルで戦う。
徳良 圭太（とくら けいた）
要陵学園3年生。身長190センチメートルの巨躯の持ち主。柔軟な膝関節を活かした予想外の角度からの蹴りを得意とする。膝の柔軟性を得るために、弛まぬ努力を続けている。
尾形 礼（おがた れい）
要陵学園2年生。次鋒を務める。
弓削 剛（ゆげ つよし）
要陵学園2年生。中堅を務める。

### 東嶺大市川高校
国島 太陽（くにしま たいよう）
部の監督。元・全日本王者であり、自他共に「地獄」と認める過酷な特訓を行なう鬼監督。矢継ぎ早に技を繰り出す「重連携（じゅうれんけい）」を部員に仕込む。重連携を主としつつも、そのスタイルは各選手によって様々である。菅野の大学時代の後輩で、学生時代に歯を折られている。
結城 凛（ゆうき りん）
1年生。先鋒として半座と対戦。半座とは同じ中学の出身。空手の段位を持ち、自分の力にも自信を持っていたにも関わらず、半座に恐れをなしてしまったことがトラウマとなっていた。
真鍋 康隆（まなべ やすたか）
東嶺大市川唯一の3年生にして主将。身長177センチメートル、体重75キログラム。国島を誰より尊敬し、彼の地獄の特訓に唯一3年間耐え抜いた男であり、その経歴から「地獄大将」とも呼ばれる。異常なまでに鍛え抜かれた足腰が生み出す俊足を武器とし、制空権外から一気に相手の懐に飛び込む戦法を得意とする。
葉月 司（はづき つかさ）
2年生。副将を務める。身長173センチメートル、体重70キログラム。ガマ蛙のような顔と長い舌が特徴。無数のフェイントの中に有効打を混ぜる「幻連携」（げんれんけい）を駆使する技巧派。試合前に「ピンチはチャンス」と呪文のように繰り返し笑みを浮かべるなど不気味な印象だが、練習中結城に休むよう促すなど普段は常識人。
岡 蔵人（おか くらんど）
2年生。中堅を務める。身長174センチメートル、体重82キログラム。太く重い体格を利用した崩し技と重連携を組み合わせた戦法を用いる。国島に結城をしごき過ぎて壊してしまわないよう釘をさしたり、休憩中の結城に水を持っていくなど後輩思いで優しい性格をしている。
曽根 晋一郎（そね しんいちろう）
2年生。次鋒を務める。身長172センチメートル、体重69キログラム。リーチを最大限に生かした大振りの打撃の連打で相手を苦しめる。自身と健闘した野田を讃えたり、試合後部員たちと反省点を述べ今後の練習に活かそうとするなど真面目な性格だが、その中で結城に「お前辞めるんじゃなかったのか？」と軽い冗談を飛ばしたり、同期の葉月と岡に対して「(真鍋のように)俺だけなる」と発言するといった面も持つ。

### 私立一ノ橋高校
工藤 陽平（くどう ようへい）
私立一ノ橋高校の主将。身長187センチメートル、体重84キログラム。2年生から一ノ橋の大将を務め、昨年の決勝戦で敗退した蓮城高校との再戦に燃える。大きな鼻が特徴。緩やかな全身移動が生み出す予測困難な無拍子（ノーモーション）の突き技を得意とする。
木田 稔（きだ みのる）
2年生。身長192センチメートル、体重98キログラム。インターハイ1回戦で、先鋒の選手として半座と対戦。体格差を生かした戦法で攻める。
郡司（ぐんじ）
2年生。次鋒を務める。小柄だが獰猛なファイトスタイルの持ち主。
東 茂（あずま しげる）
3年生。身長179センチメートル、体重75キログラム。副将を務める。相手の呼吸を読む鋭い感度を持ち、多彩な牽制を仕掛ける待ち拳（カウンター）使い。
本郷 幹也（ほんごう みきや）
3年生。身長178センチメートル、体重73キログラム。中堅を務める。実力者であるが、相手の反則を誘う偽装のテクニックを決定打として使う。

### 聖グレゴリオ
薬師寺 真美（やくしじ まみ）
2年生。女子の部個人戦で出場した選手。「グレゴリオの魔女」と自称し、突きをブラインドにした軌道を読ませない巧みな攻撃で瑞希を破り、穂波にも苦戦を強いる。
前年、穂波に敗れてから彼女をライバル視し雪辱を果たすことを目標にしていたが、落ち着きを取り戻した穂波に戦法を破られ、再び敗退した。

## 組手ルール
試合は1試合2分。
有効1点、技あり2点、一本3点で、制限時間内に8点差をつけるか、時間切れとなったときにポイントが相手より高かった場合勝ちとなる。
団体戦は1チーム5人で、個人の勝利数が多いチームの勝ちとなる。引き分け（例えば2勝2敗1分けなど）の場合、取得ポイントを足し算し、多い方が勝利。

## 高校
千葉県立御門高等学校（ちばけんりつ みかどこうとうがっこう）
半座や藤木が通う学校。この学校の空手道部は、千葉県の中ではなかなかの強さを持っているようだが、蓮城には及ばないらしい。
私立蓮城高等学校（しりつ れんじょうこうとうがっこう）
昨年の優勝校。空手道部は全国レベルの強さを誇る。番場いわく「ちょっとした軍隊の練習場」とのこと。作者の次作「あまねあたためる」の舞台として登場。
照命高校（しょうめいこうこう）
仏教系の男子校。昨年のベスト4。足腰のバネが山道で鍛えられており、繰り出される「刻み突き」は脅威とされる。
要陵学園（ようりょうがくえん）
過去に5回優勝している名門校。昨年のベスト4。
東嶺大市川高校（とうれいだいいちかわこうこう）
元・全日本王者が率いる新興勢力。昨年のベスト8。連携技が特徴。
藤ヶ丘高校（ふじがおかこうこう）
昨年のベスト8。スタメンの選手全員が身長180センチメートルを超える。
私立一ノ橋高校（しりついちのはしこうこう）
昨年の準優勝校。インターハイ予選1回戦で御門高校と対戦する。

## 単行本
- 佐渡川準『ハンザスカイ』秋田書店〈少年チャンピオン・コミックス〉、全13巻
  1. 2010年5月7日発売 ISBN 978-4-253-20507-8
  2. 2010年7月8日発売 ISBN 978-4-253-20508-5
  3. 2010年10月8日発売 ISBN 978-4-253-20509-2
  4. 2010年12月8日発売 ISBN 978-4-253-20510-8
  5. 2011年2月8日発売 ISBN 978-4-253-20511-5
  6. 2011年4月8日発売 ISBN 978-4-253-20512-2
  7. 2011年6月8日発売 ISBN 978-4-253-20513-9
  8. 2011年9月8日発売 ISBN 978-4-253-20554-2
  9. 2011年12月8日発売 ISBN 978-4-253-20555-9
  10. 2012年2月8日発売 ISBN 978-4-253-20556-6
  11. 2012年5月8日発売 ISBN 978-4-253-20557-3
  12. 2012年6月8日発売 ISBN 978-4-253-20558-0
  13. 2012年7月6日発売 ISBN 978-4-253-20559-7